# ヒドゥン・ビーチ・レコーディングス
ヒドゥン・ビーチ・レコーディングス（Hidden Beach Recordings）はアメリカのレコード・レーベル。元モータウン取締役で、同レーベルのジャズ部門、MoJazz Records（現在は閉鎖）の創立者でもあったスティーヴ・マックキーヴァーがカリフォルニア州サンタモニカを拠点に興した。
ブラックミュージック:ソウル/R&B、ヒップホップに特化したレーベルである。ヒップ・ホップの楽曲をジャズ・フュージョンとして解釈したアンラップドシリーズも好評である。
主力第一弾はジル・スコットであり、レーベルを牽引していたが、2011年に自主レーベルを立ち上げワーナー・ブラザース・レコードと契約してレーベルを去って行った。
製作・配給はエピック・レコードが行っている。

## ミュージシャン
- ドクター・コーネル・ウェスト
- オニチャ
- ジル・スコット
- カインドレッド
- レイ・ジョーンズ
- ベント・ファブリック
- マイク・フィリップス
- ピーター・ブラック
- ジェフ・ブラッドショウ
- サニー・ホーキンス
- ケイト・ヤング
- ダリウス・ラッカー
- ブレンダ・ラッセル
- リナ
- ビービー・ワイナンス